# بيغي بيترمان
بيغي بيترمان (بالإنجليزية: Peggy Peterman)‏ هي صحفية أمريكية، ولدت في 1936، وتوفيت في 19 أغسطس 2004.